# Dimitar Kovačevski
Dimitar Kovačevski (Macedonisch: Димитар Ковачевски) (Kumanovo, 1974) is een Macedonisch econoom en politicus van de sociaaldemocratische SDSM. Hij was van 2022 tot 2024 de tiende premier van Noord-Macedonië.

## Levensloop
Kovačevski werd in 1974 geboren in Kumanovo, als zoon van Slobodan Kovačevski, de burgemeester van deze stad van 2000 tot 2005. Zijn vader is ook sinds 2006 de Macedonische ambassadeur van Montenegro. Kovačevski werd in 1994 lid van de Sociaaldemocratische Unie van Macedonië.

### Politieke carrière
Na de Macedonische parlementsverkiezingen van 2020 werd Kovačevski per 23 september 2020 benoemd tot vice-minister van Financiën in de tweede regering van Zoran Zaev.
Zaev kondigde zijn ontslag aan als premier en als voorzitter van SDSM na een nederlaag bij de lokale verkiezingen van 2021, wat leidde tot instabiliteit in de Macedonische regering. Kovačevski werd aangewezen als meest geschikte opvolger. Nadat Zaev officieel aftrad als voorzitter van SDSM, won Kovačevski de interne partijverkiezingen op 12 december 2021, waarbij hij de andere twee kandidaten qua aantal stemmen ver achter zich liet en Zaev opvolgde als leider van de partij. Op 16 januari 2022 werd hij beëdigd als premier van Noord-Macedonië.
In januari 2024 trad Kovačevski af als premier. Hij maakte plaats voor een voorlopige regering onder leiding van Talat Xhaferi, in de aanloop naar nieuwe verkiezingen. Bij deze verkiezingen leed de SDSM onder Kovačevski haar zwaarste verlies ooit: de partij vergaarde slechts 15,3% van de stemmen en verloor 28 van haar 46 parlementszetels. Kovačevski legde hierop het partijleiderschap neer.